# Florida School for Boys
Florida School for Boys, también conocido como Arthur G. Dozier School for Boys (AGDS), fue un reformatorio gestionado por el gobierno de Florida (EE. UU.) en la localidad de Marianna entre el 1 de enero de 1900 y el 30 de junio de 2011. Por un tiempo fue el reformatorio más grande de los Estados Unidos.
Un segundo campus fue abierto en la localidad de Okeechobee en 1955. A lo largo de sus 111 años de historia, el centro ganó reputación de cometer abusos, agresiones, violaciones, torturas e incluso asesinatos de las personas a su cargo. A pesar de las periódicas investigaciones, cambios en la dirección del centro, y promesas de cambios, las acusaciones de violación de los derechos humanos continuaron. Algunas de las acusaciones fueron confirmadas por investigaciones realizadas por el Florida Department of Law Enforcement en 2010, y por la Civil Rights Division del Departamento de Justicia de los Estados Unidos en 2011. Las autoridades estatales clausuraron definitivamente el centro en junio de 2011.
En septiembre de 2013 comenzaron una serie de excavaciones en la escuela Arthur Dozier, realizadas por los analistas del Laboratorio de Antropología Forense de la Universidad de South Florida; en diciembre encontraron los restos mortales de 55 personas, manteniéndose con posterioridad las investigaciones.